# Checkley
Checkley – wieś i civil parish w Anglii, w Staffordshire, w dystrykcie Staffordshire Moorlands. W 2011 civil parish liczyła 4700 mieszkańców. Checkley jest wspomniana w Domesday Book (1086) jako Cedla.